# François Baudouin
Pour les articles homonymes, voir Baudouin.
François Baudouin, Bauduin ou Balduin (en latin Franciscus Balduinus) est un jurisconsulte, théologien et humaniste, né le 1er janvier 1520 à Arras (alors ville des Pays-Bas espagnols), mort le 24 octobre 1573 à Paris. Il navigua entre catholicisme et protestantisme et tenta de mettre son érudition au service de la paix religieuse.

## Biographie
Son père Antoine et son grand-père Philippe étaient procureurs fiscaux au conseil d'Artois. Il fit de brillantes études de droit à l'Université de Louvain, notamment sous Gabriel Mudaeus, et vint dès 1540 à Paris, où il fut l'hôte de Charles Dumoulin. En 1545, il lui arriva une très fâcheuse affaire : quand le calviniste Pierre Brully fut condamné et brûlé vif par l'inquisition de Tournai (19 février 1545), il fut accusé de l'avoir rencontré à Arras et fut convoqué par les inquisiteurs ; ayant ignoré cette convocation, il fut condamné au bannissement perpétuel des Pays-Bas espagnols et à la confiscation de ses biens.
Il voyagea alors en Allemagne et en Suisse : à Strasbourg, il se lia avec Martin Bucer ; à Genève, il connut Jean Calvin et devint même brièvement son secrétaire (mais ils devaient s'affronter violemment par écrit quelques années plus tard). En 1548, il se fixa à Bourges, où il enseigna le droit aux côtés notamment d'Éguiner Baron (qui lui décerna le doctorat en droit le 13 mars 1549) et de François Le Douaren. Il s'y maria avec une certaine Catherine Biton, veuve de Philippe Labbe, et eut d'elle une fille prénommée également Catherine. En 1555, étant en mauvais termes avec Le Douaren, il quitta l'Université de Bourges pour celle de Heidelberg (remplacé par Jacques Cujas).
Revenu en France au début de 1561 avec l'héritier du comte palatin qui venait féliciter Charles IX de son avènement, il se lia alors au roi de Navarre et au prince de Condé ; il soutint dans le conflit religieux de l'époque, notamment au colloque de Poissy (septembre 1561), les positions des irénistes et des « moyenneurs », comme son ami Georges Cassander, contribuant à ce combat par son érudition historique et juridique. La sentence portée contre lui dans les Pays-Bas espagnols fut révoquée le 27 mai 1563 sur l'intervention de Maximilien de Berghes, archevêque de Cambrai, et d'amis bien placés, mais à de dures conditions, qu'il accepta : il dut venir à Louvain en juillet 1563 pour y abjurer, de bouche, ses « erreurs », et se rétracter par écrit. Il devint ensuite professeur à l'Université de Douai. En 1564, il rencontra, à Bruxelles, le prince d'Orange, et discuta avec lui de la manière de retrouver la paix religieuse.
Après l'arrivée du duc d'Albe et la mise en place du Conseil des troubles, en 1567, Baudouin, effrayé, repassa en France. En 1568, il fut nommé maître des requêtes de l'hôtel du duc d'Anjou, frère du roi, et à partir de 1569 il professa à l'Université d'Angers. Après la Saint-Barthélemy (août 1572), on exigea un moment de lui qu'il compose une justification de cet acte, mais il s'en défendit énergiquement, selon le président de Thou. Le duc d'Anjou ne lui en tint apparemment pas rigueur, et quand il fut élu roi de Pologne (mai 1573), il nomma Baudouin conseiller d'État. Mais il mourut de maladie en octobre suivant, avant le départ du cortège du nouveau roi qui eut lieu en décembre. Selon l'abbé Jean-Noël Paquot, il mourut parfaitement catholique, veillé par le jésuite espagnol Jean Maldonat. Il fut inhumé dans la chapelle du couvent des Mathurins. La tradition prétend qu'il serait passé sept fois du catholicisme au protestantisme et inversement au cours de sa vie, mais il semble que ce chiffre n'ait rien de rigoureux.

## Publications

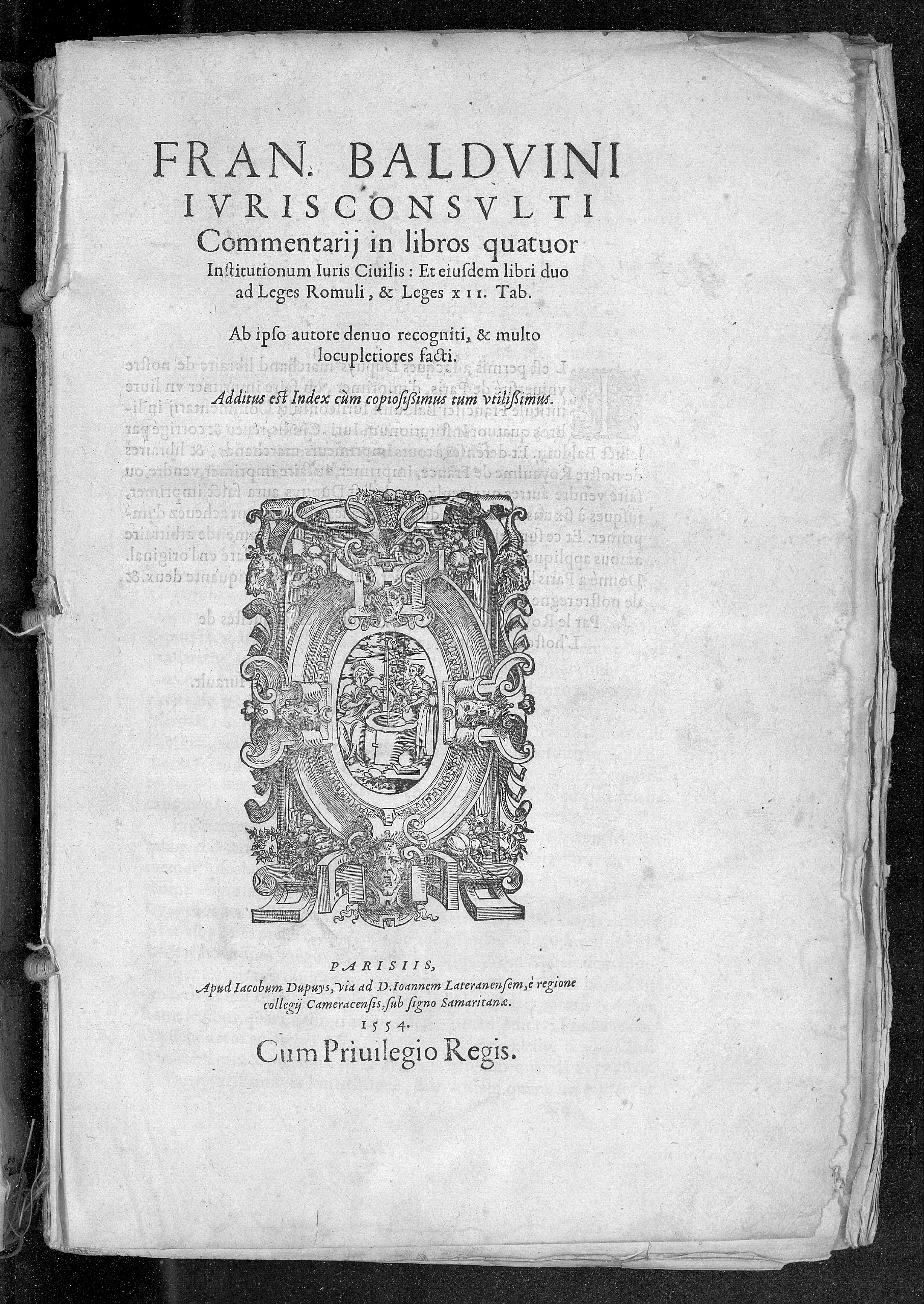
Commentarii in libros quatuor Institutionum Iuris Civilis, 1554

- Justiniani, sacratissimi principis, leges de re rustica. Ejusdem Justiniani Novella constitutio prima de hæredibus et lege Falcidia. Cum Latina interpretatione et scholiis F. Balduini, Paris et Louvain, 1542, in-4.
- F. Balduini Atrebatis jurisconsulti in suas annotationes in libros quattuor Institutionum Justiniani imp. prolegomena sive præfatio de jure civili, Paris, 1545, in-4.
- Justinianus, sive de jure novo commentariorum libri IV, Paris, 1546, in-12 (ou in-8 du temps).
- Breves commentarii in præcipuas Justiniani imp. Novellas, sive authenticas constitutiones, Lyon, 1548, in-4.
- Ad leges Romuli regis. Ejusdem commentarii de legibus XII tabularum, Paris, 1554, in-folio ; Bâle, 1557, in-8.
- Constantinus Magnus, sive de Constantini imp. legibus ecclesiasticis atque civilibus commentariorum libri II, Bâle, 1556, in-8.
- Catechesis juris civilis, Bâle, 1557, in-8.
- Commentarius ad edicta veterum principum Romanorum de Christianis, Bâle, 1557, in-8.
- Scævola, sive commentarius de jurisprudentia Muciana, Bâle, 1558, in-8.Histoire des roys et princes de Poloigne, Jean Herburt de Fulstin,Traduite du latin par Bauduin

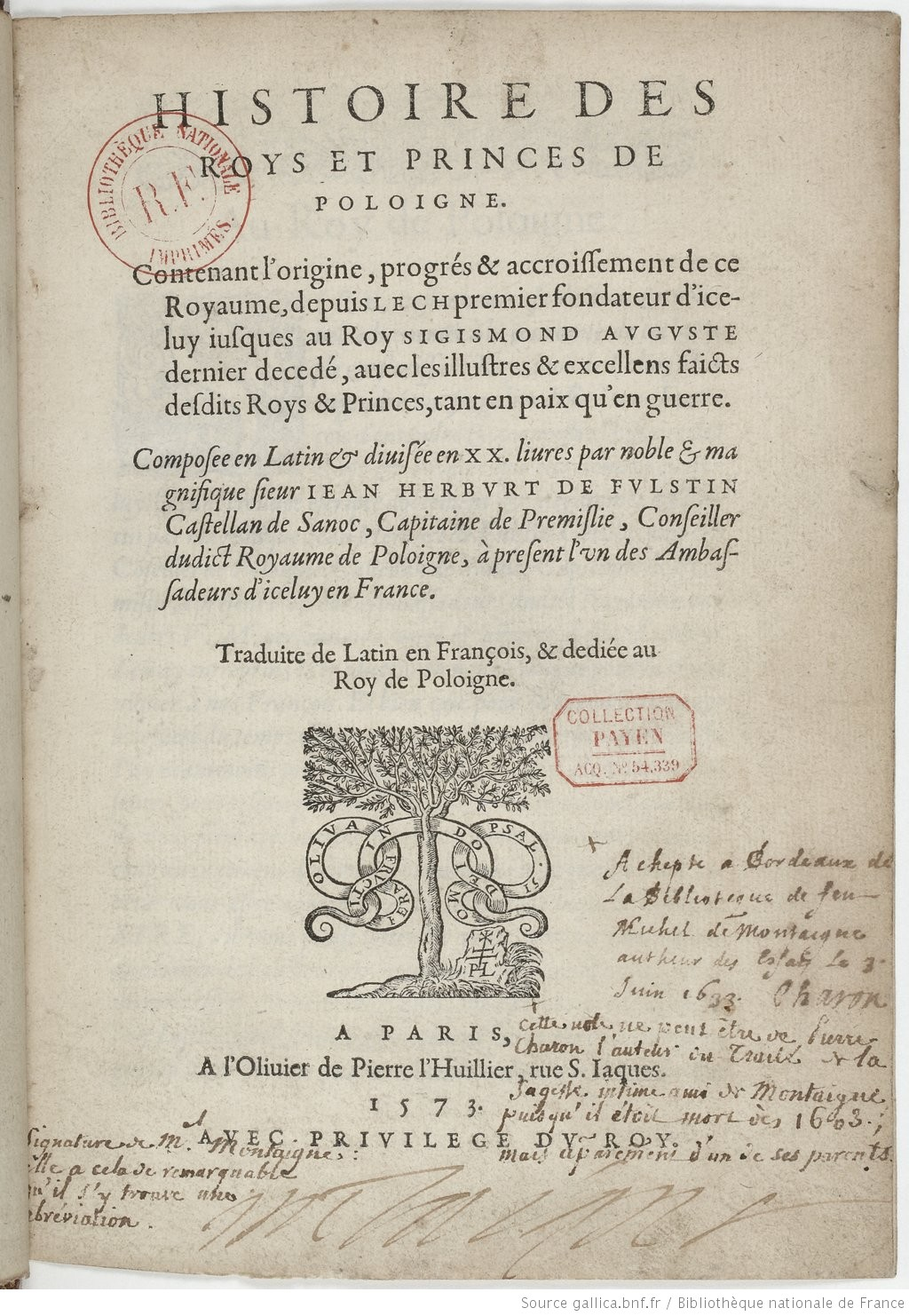
Histoire des roys et princes de Poloigne, Jean Herburt de Fulstin,Traduite du latin par Bauduin

- M. Minucii Felicis Octavius restitutus, Heidelberg, 1560, in-8 (véritable editio princeps de ce texte, auparavant considéré comme le livre huit de l'Adversus nationes d'Arnobe).
- De institutione historiæ universæ et ejus cum jurisprudentia conjunctione prolegomenon libri II, Paris, 1561, in-4.
- Ad leges de famosis libellis et de calumniatoribus commentarius, Paris, 1562, in-4 (pamphlet virulent contre Calvin).
- Responsio altera ad J. Calvinum, Paris, 1562, in-8.
- Ad leges majestatis, sive perduellionis, libri II, Paris, 1563, in-8.
- S. Optati libri VI de schismate Donatistarum, Paris, 1563, in-8.
- Discours sur le faict de la réformation de l'Esglise, publié anonymement en latin et en français en 1564 après la rencontre avec Guillaume d'Orange ; texte interdit sur le territoire espagnol le 28 mai 1565.
- Disputatio adversus impias Jacobi Andreæ theses de majestate hominis Christi, Paris, 1565, in-8.
- Panégiric de F. Balduin sur le mariage du Roi, Angers, 1571, in-4.
- Histoire des roys et princes de Poloigne, composée en latin et divisée en XX livres,Jean Herburt de Fulstin, traduite en français à partir du latin par François Baudouin, Paris, 1573
- Notes sur les coutumes générales d'Artois, Paris, 1704, in-4.
- Traité de la grandeur et excellence de la maison d'Anjou (texte manuscrit, BnF ms. fr. 9864).